# Nocturama (película de 2016)
Nocturama es una película de suspenso de 2016 escrita y dirigida por Bertrand Bonello . Fue estrenada en Francia el 31 de agosto de 2016 y en los EE. UU. por Grasshopper Film el 11 de agosto de 2017. Cuenta la historia de un grupo de jóvenes radicales multirraciales que cometen una serie de ataques terroristas en París.

## Producción
El título provisional de la película era Paris est une fête (París es una fiesta). La película se rodó en París en el verano de 2015. Parte del rodaje tuvo lugar en La Samaritaine. Es la primera película de Bertrand Bonello que se rodó digitalmente. Dos días antes del rodaje, Bonello alquiló un teatro y mostró Elefante de Alan Clarke al elenco y al equipo. Bonello declaró que las influencias en la película incluyeron Dawn of the Dead de George A. Romero, así como Assault on Precinct 13 de John Carpenter.
Bonello reelaboró los últimos minutos de la película como una carta a su hija en un cortometraje que hizo para la Fondazione Prada durante el confinamiento por la COVID-19 en 2020, titulado Où en êtes-vous? (Número 2).

## Estreno
La película se estrenó en Francia el 31 de agosto de 2016 y en los EE. UU. por Grasshopper Film el 11 de agosto de 2017. También se proyectó en la sección Platform del Festival Internacional de Cine de Toronto de 2016.

## Recepción

### Recepción de la crítica
En el sitio web del agregador de reseñas Rotten Tomatoes, la película tiene un índice de aprobación del 82% según 49 reseñas y una calificación promedio de 7.9/10. El consenso crítico del sitio web dice: "Nocturama utiliza una perspectiva poco ortodoxa y protagonistas repelentes para ofrecer declaraciones aleccionadoras sobre la sociedad moderna y ofrecer entretenimiento de suspenso único". En Metacritic, que asigna una calificación normalizada, la película tiene una puntuación de 71 sobre 100, basada en 15 críticos, lo que indica "críticas generalmente favorables".